# Kiss (песен)
Kiss е сингъл на руската поп-група Серебро. Издаден е на 29 май 2015 г.

## Обща информация
Песента е композирана от Олга Серябкина и Максим Фадеев за международния музикален пазар, поради тази причина няма руска версия на песента. Песента постига голям успех в Италия, като заема 7-о място в класацията.
На 5 юни 2015 г. излиза официалното видео на песента, което е режисирано от Станислав Морозов. Клипът е заснет в Ситгес, Каталуния, а главния герой, заедно със Серебро, е испанският модел Едуард Линарес.